# Trachusa maai
Trachusa maai är en biart som först beskrevs av Mavromoustakis 1953.  Trachusa maai ingår i släktet hartsbin, och familjen buksamlarbin. Inga underarter finns listade i Catalogue of Life.